# Лено, Джей
Джей Лено (англ. Jay Leno, настоящее имя Джеймс Дуглас Муир Лено, род. 28 апреля 1950) — американский актёр, стендап-комик, телеведущий и писатель, наиболее известный как ведущий телепередачи The Tonight Show на канале NBC.

## Биография
Лено родился в штате Нью-Йорк, окончил колледж Эмерсон в начале 1970-х, а его телевизионная карьера пошла успешно уже в 90-е. На его манеру оказали влияние Дон Риклс, Джонни Карсон, Боб Ньюхарт. Лено озвучивал небольшие роли во многих популярных мультсериалах — в частности, кошку Китти и самого себя в «Южном парке», роли в эпизоде «Симпсонов» — «The Last Temptation of Krust» и «Гриффинов» — «Patriot Games». Несмотря на значительный успех, манера ведения и имидж Джея Лено нередко подвергаются критике (в частности, полушутливой критике со стороны другого знаменитого телевизионного комика — Дэвида Леттермана).
С 1992 по 2014 год — ведущий The Tonight Show на NBC (с перерывом с 2009 по 2010 год, когда вёл собственное The Jay Leno Show). В 2010 году между ним и новым ведущим The Tonight Show Конаном О’Брайеном произошёл серьёзный конфликт, ставший серьёзным событием в сфере американских медиа и пиара.
С 2015 года ведёт программу «Гараж Джея Лено», выходящую в прайм-тайм на кабельном телеканале CNBC.
Джей Лено часто шутит над самим собой, не забывая упоминать свой большой подбородок, ставший своего рода визитной карточкой комика.
Увлекается коллекционированием автомобилей и мотоциклов. Его частная коллекция включает в себя около 130 автомобилей и около 100 мотоциклов, включая самое полное в мире собрание продукции компании «Браф».